# Freiheit (Wiener Zeitung)
Die Freiheit! erschien in Wien von 1895 bis 1900 als „Organ für die christliche Arbeiterschaft Österreichs“ unter der Herausgeberschaft des christlichen Arbeiterführers Leopold Kunschak und war anfangs noch als Flugschrift konzipiert.

## Geschichte
Das Blatt erschien dreispaltig im Format 2° und umfasste zunächst vier bis sechs und später auch acht Seiten. Ab 1. Jänner 1896 erschien die Freiheit! zweimal monatlich, ab 5. August 1897 dreimal monatlich. Ab 19. Februar 1897 erschien die Freiheit! mit dem Zusatz Central-Organ der Christlich-Socialen Arbeiterpartei Österreichs.
Herausgeber war Leopold Kunschak, als Drucker fungierte ab 5. Jänner 1898 Ambros Opitz. Die Redaktion leitete bis 15. August 1899 Leopold Kunschak selbst, bis 15. September übernahm Josef Mender diese Tätigkeit, um sodann wiederum durch Leopold Kunschak abgelöst zu werden.